# Prosenoides trilineata
Prosenoides trilineata är en tvåvingeart som beskrevs av Henry Jonathan Reinhard 1954. Prosenoides trilineata ingår i släktet Prosenoides och familjen parasitflugor. Inga underarter finns listade i Catalogue of Life.